# Oxyrhachis versicolor
Oxyrhachis versicolor är en insektsart som beskrevs av William Lucas Distant. Oxyrhachis versicolor ingår i släktet Oxyrhachis och familjen hornstritar. Inga underarter finns listade i Catalogue of Life.